# Logan Sargeant
Logan Hunter Sargeant (Fort Lauderdale, 31 de dezembro de 2000) é um automobilista estadunidense que competiu na Fórmula 1 entre 2023 e 2024 pela equipe Williams. Ele também é ex-membro da Williams Driver Academy.

## Biografia
Logan Hunter Sargeant nasceu na véspera de ano-novo de 2000, em Fort Lauderdale, Flórida, EUA. Ele é filho de Daniel e Madelyn Sargeant, e é o irmão mais novo do ex-piloto da NASCAR Dalton Sargeant. Seu tio é o magnata Harry Sargeant III, dono da Sargeant Trading, da International Oil Trading Company, e financiador do presidente norte-americano Donald Trump.
Foi seu pai Daniel que o impulsionou na carreira automobilística, ao dar karts como presente de Natal para seus dois filhos, com Logan tendo apenas cinco anos nessa época. Com o progresso dos irmãos no automobilismo, sua família se mudou com eles para a Suíça quando Logan tinha doze anos.
Sargeant tem como hobbies a pescaria, o tênis de mesa e os videogames, além de praticar esportes aquáticos e de pilotar barcos. Ele tem um cachorro chamado Coco. Logan se considera eclético em seu estilo musical, mas tem um carinho a mais pelo hip hop, por ter o cantor Drake como seu favorito. Ele também admira os pilotos Jeff Gordon e Dale Earnhardt, afirmando que por causa desse último, queria escolher o número 3 para correr na F1. Sargeant torce para o time da NBA Miami Heat, o time de NFL Miami Dolphins, o time de futebol Inter Miami e o time de beisebol Miami Marlins.
Em agosto de 2025, Sargeant assinou com a OGMM, agência de gerenciamento de carreira de Oliver Gavin, cinco vezes vencedor das 24 Horas de Le Mans.

## Carreira

### Kart
Sargeant começou a correr profissionalmente de kart em 2008, quando tinha sete anos. Ele competiu em diversos campeonatos americanos, europeus e mundiais, se destacando por ter vencido o mundial de 2015 na categoria KFJ, sendo o primeiro estadunidense a fazer isso desde Lake Speed em 1978. Sargeant também venceu o mundial na classe OK Senior em 2016.

### Fórmula 4

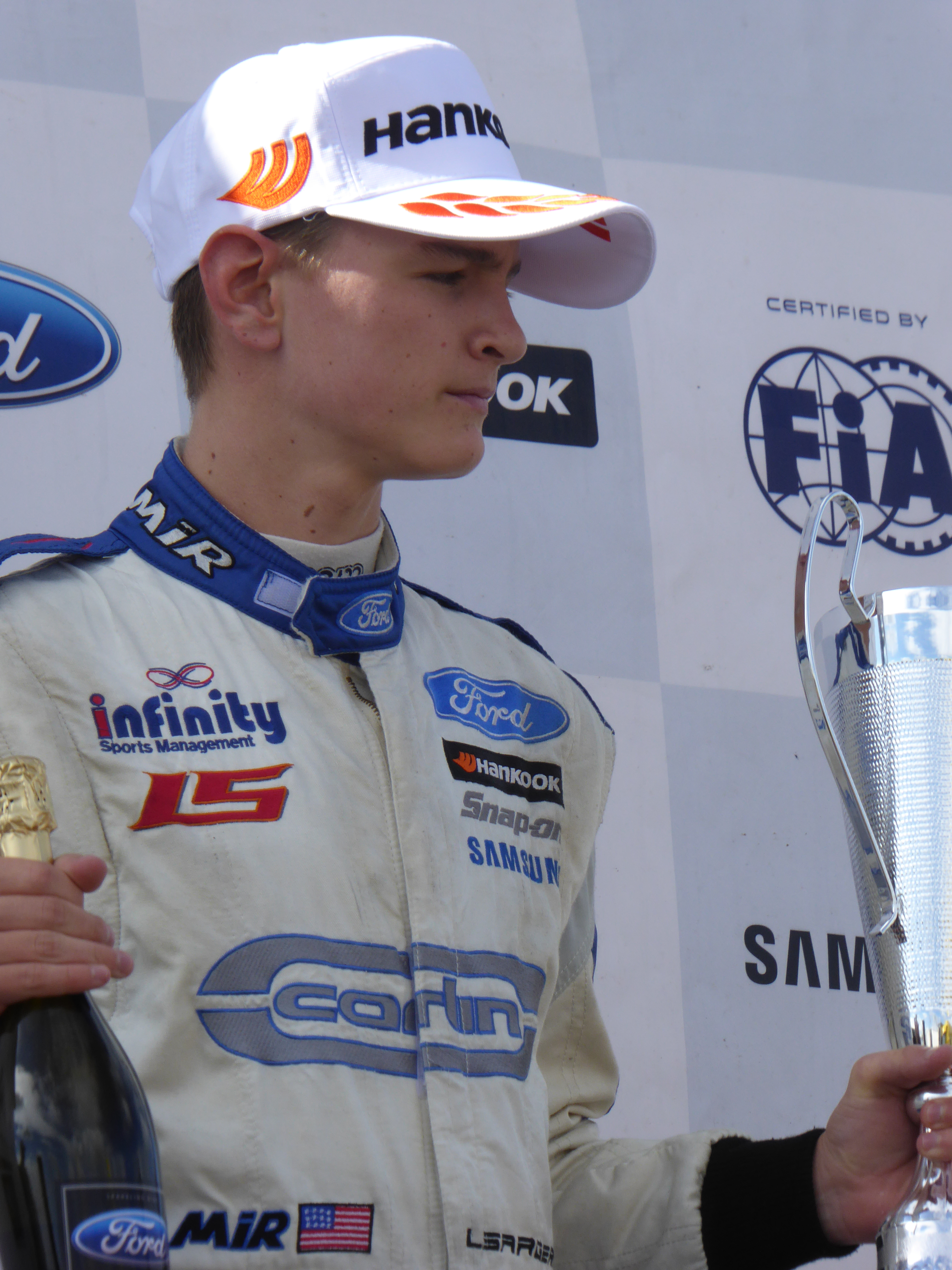
Sargeant em 2017, durante a cerimônia do pódio na F4 Britânica

Sargeant fez sua estreia nos monopostos ao competir no Campeonato dos Emirados Árabes Unidos de Fórmula 4 de 2016-17 pela equipe Team Motorpark ao lado do sul-africano Jonathan Aberdein. A Motorpark dominou o campeonato, o que beneficiou seus pilotos, especialmente Aberdein, que venceu 14 das 18 provas válidas, além das três corridas extracampeonato. Embora Sargeant não tenha conseguido nenhuma vitória, ele esteve no pódio em todas as corridas que completou, garantindo o vice e ficando a 107 pontos de distância do campeão Aberdein.
Em 2017, Sargeant participou do Campeonato Britânico de Fórmula 4 pela equipe Carlin, correndo ao lado do alemão Lucas Alecco Roy, do finlandês Patrik Pasma e do britânico Jamie Caroline. O norte-americano teve duas vitórias em Rockingham (corrida 3) e Silverstone (corrida 2), fazendo mais seis segundos lugares e dois terceiros lugares. Sargeant encerrou o ano na terceira colocação, ficando atrás do vice Oscar Piastri por 20,5 pontos e do seu companheiro de equipe Jamie Caroline, campeão da temporada, por 86 pontos.

### Fórmula Renault
Em 2018, Sargeant esteve na Eurocopa de Fórmula Renault com a R-ace GP, sendo companheiro de Max Fewtrell, Victor Martins e Charles Milesi. Sargeant venceu a corrida de abertura da temporada no Circuito Paul Ricard, repetindo o feito em Nürburgring e no final da temporada no Circuito de Barcelona-Catalunha. Ao final do campeonato, Sargeant totalizou sete pódios e 218 pontos, terminando em quarto lugar atrás de Ye Yifei, Christian Lundgaard e do companheiro de equipe e campeão Max Fewtrell, mas à frente dos outros companheiros de equipe, Martins e Milesi. Dentre os estreantes, Sargeant teve quatro vitórias foi o segundo mais bem colocado naquela temporada, atrás de Lundgaard.

### Fórmula 3

#### 2019
Em 2019, Sargeant foi contratado pela equipe Carlin Buzz Racing para a disputa da temporada inaugural do Campeonato de Fórmula 3 da FIA, sendo companheiro do japonês Teppei Natori e do brasileiro Felipe Drugovich. O estadunidense pontuou em quatro corridas, tendo como melhores resultados dois oitavos lugares nas sprints de Paul Ricard e de Hungaroring. Ele finalizou a temporada em 19º e somou cinco pontos, ficando à frente de Natori por quatro pontos, mas atrás de Drugovich, que fez três pontos a mais que ele.

##### Grande Prêmio de Macau
Sargeant também participou do Grande Prêmio de Macau de 2019 pela Carlin, tendo novamente Drugovich como companheiro e também o britânico Dan Ticktum, duas vezes vencedor da prova. Sargeant se envolveu em uma batida com Arjun Maini, Jake Hughes e Enaam Ahmed durante a primeira volta da corrida classificatória, mas conseguiu ser o único a permanecer na pista e chegou em sexto. Na corrida, ele ficou em terceiro, atrás do estoniano Jüri Vips e do neerlandês Richard Verschoor, vencedor da prova.

#### 2020

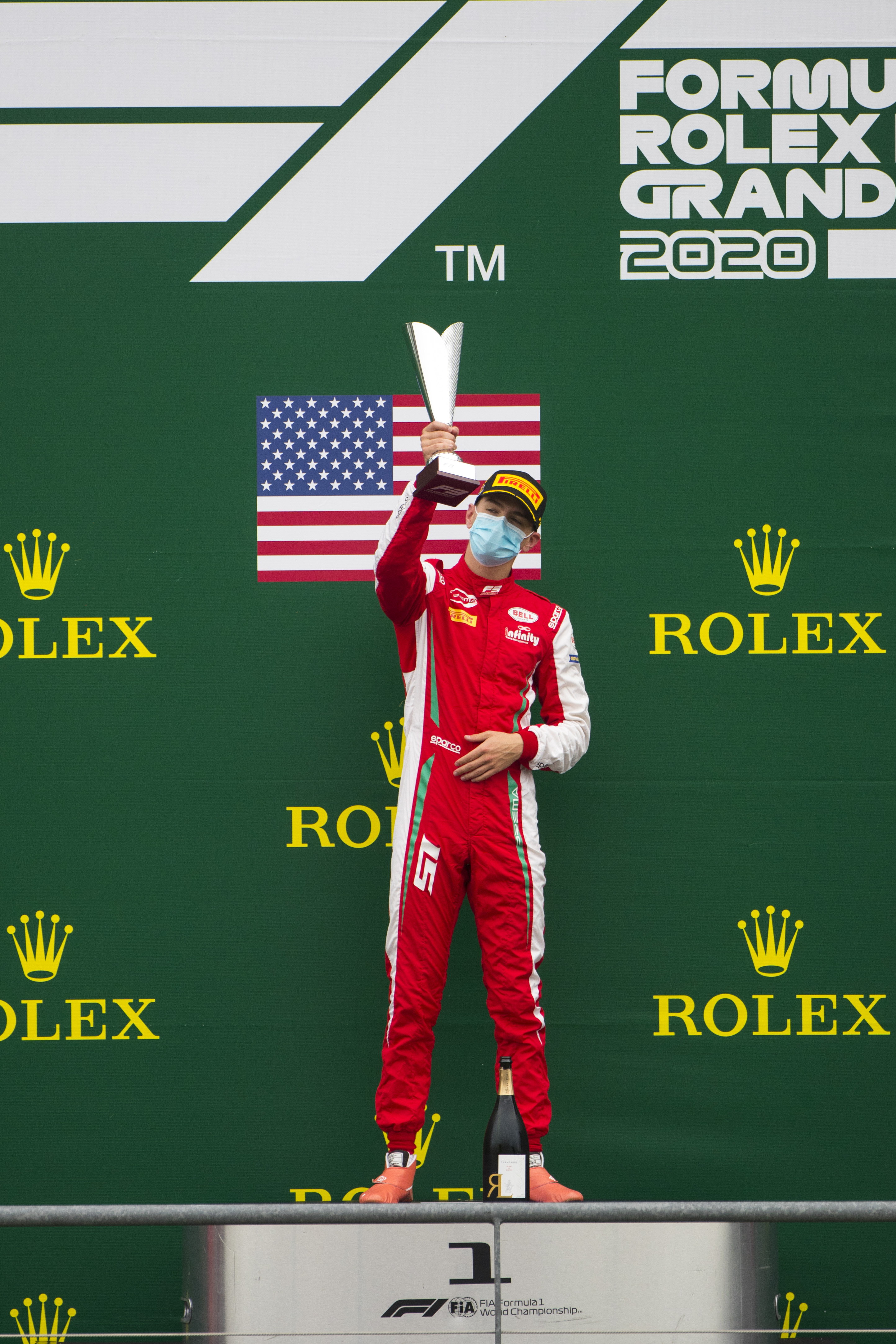
Sargeant celebrando a vitória na etapa belga da Fórmula 3 em 2021

Para a disputa da temporada de 2020, o piloto se transferiu para a Prema Racing, equipe campeã de construtores de 2019. Sargeant teve como companheiros o dinamarquês Frederik Vesti e o australiano Oscar Piastri, seu velho rival da F4 Britânica. Mais uma vez, Sargeant e Piastri se enfrentaram, agora na disputa pelo título da F3, com os dois sendo ameaçados por Vesti e pelo francês Théo Pourchaire. O estadunidense teve um bom começo, fazendo três pole positions, seis pódios, incluindo duas vitórias em Silverstone e em Spa-Francorchamps, e sendo constante nos pontos.
Sargeant chegou a liderar boa parte da temporada, mas nas duas rodadas finais, ele perdeu terreno, ficando sem pontuar na dupla rodada em Monza, e na última corrida em Mugello, ele bateu enquanto liderava e viu Piastri ficar com o título e Pourchaire tomar-lhe o vice. Na tabela do campeonato, Sargeant ficou em terceiro com 160 pontos, um a menos que Pourchaire e quatro a menos que Piastri, mas ele superou Vesti por 13,5 pontos.

#### 2021

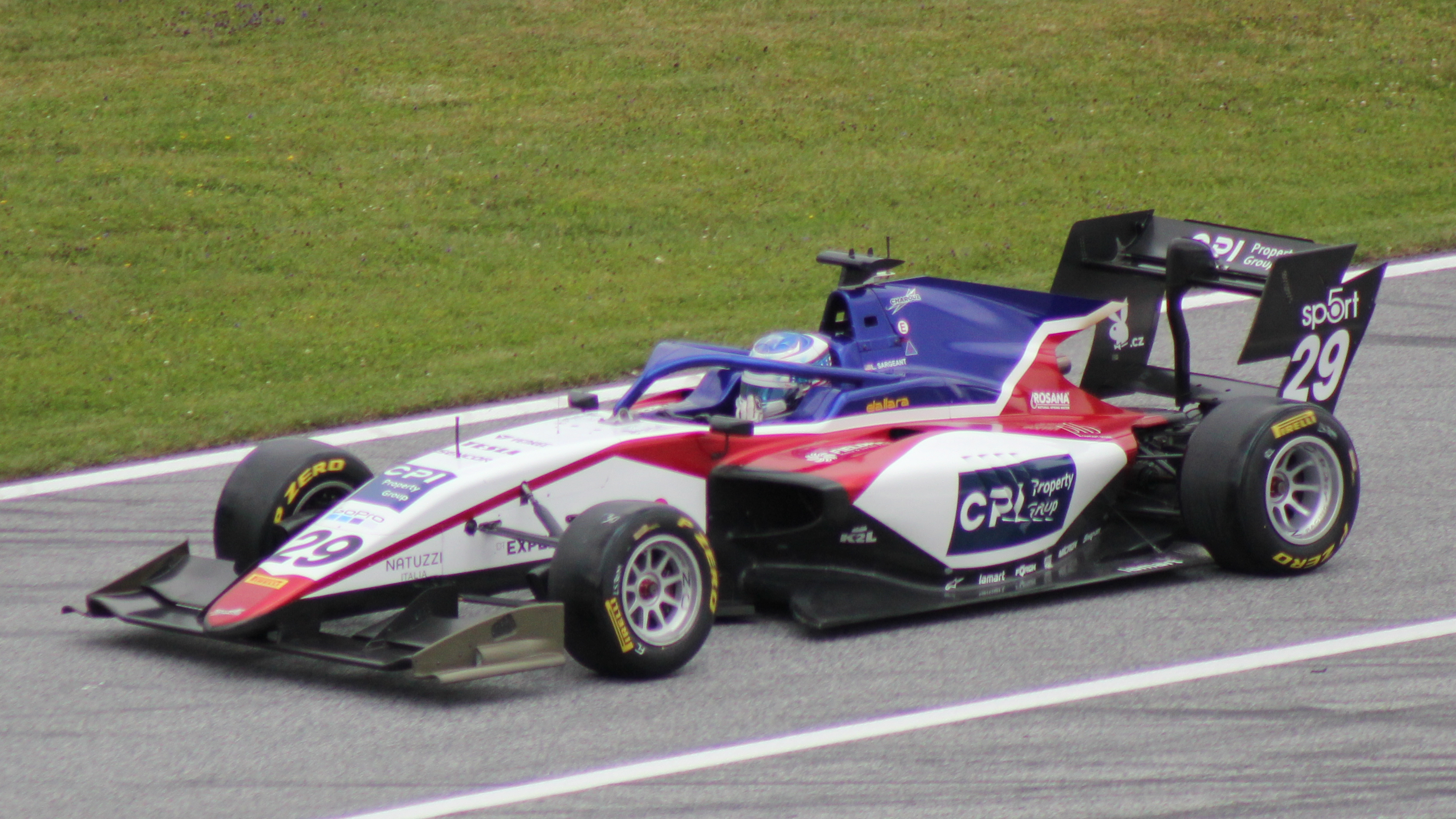
Sargeant no Red Bull Ring em 2021

Em 4 de maio de 2021, foi anunciado que Sargeant havia sido contratado pela Charouz Racing System para a disputa da temporada de 2021, sendo o único piloto da equipe a fazer todas as corridas, já que seus companheiros Enzo Fittipaldi e Reshad de Gerus foram substituídos após a quarta rodada por falta de patrocínio. Sargeant só teve uma vitória na corrida 1 em Sochi, e além desse, fez mais outros três pódios, encerrando o ano em sétimo lugar, com 102 pontos. Futuramente, Sargeant afirmou que ter feito uma terceira temporada na F3 foi a salvação da sua carreira, pois assim, ele conseguiu atrair mais financiamento e se impulsionar para uma vaga na Fórmula 1.

### Fórmula 2

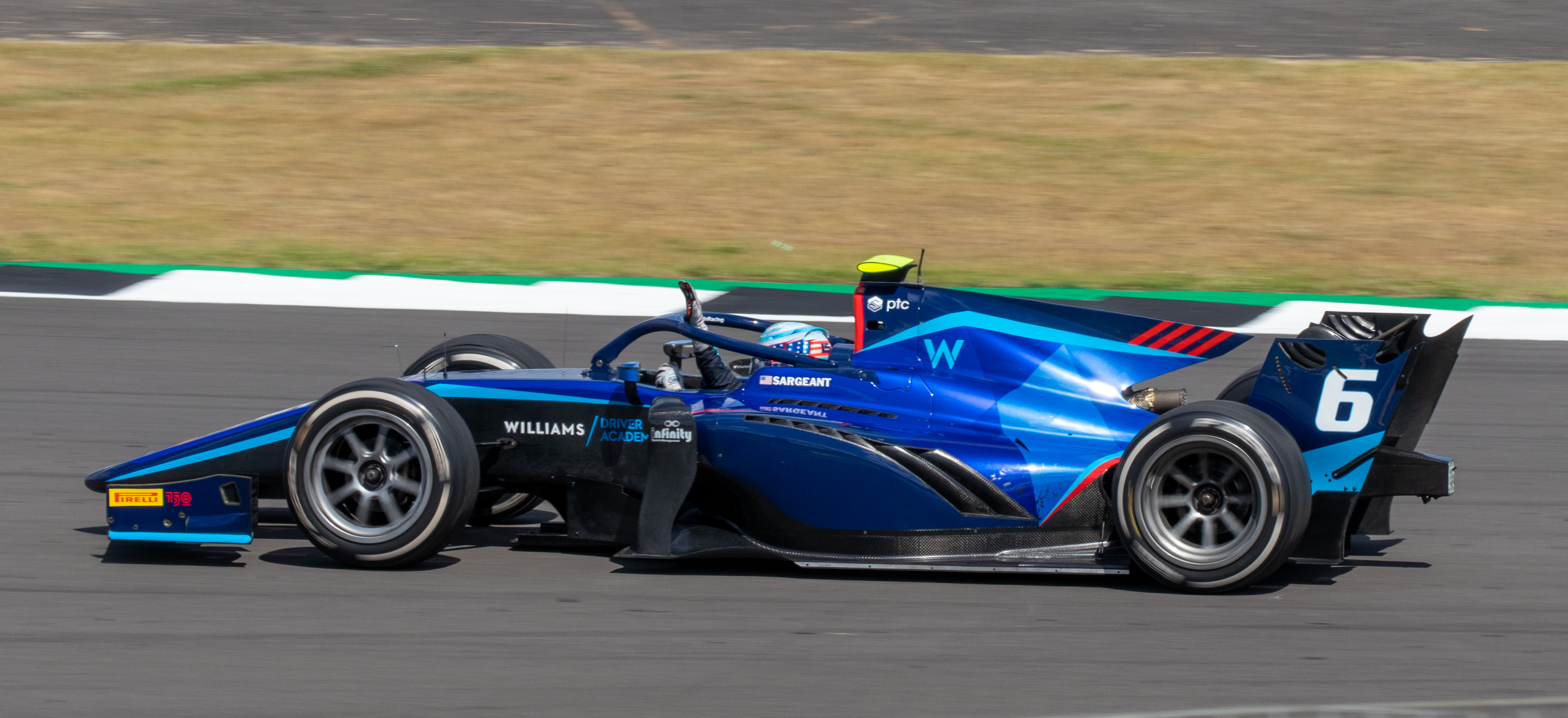
Sargeant em Silverstone em 2022

Em 29 de novembro de 2021, foi anunciado que Sargeant havia sido contratado pela equipe HWA Racelab para disputar o Campeonato de Fórmula 2 da FIA na rodada tripla de Gidá da temporada de 2021, substituindo Jake Hughes. Sargeant ficou em 16º na corrida 1, abandonou a corrida 2 e foi o 14º na corrida 3, sendo o vigésimo nono e último colocado no campeonato de pilotos, que foi vencido por Piastri de forma dominante.
Para a disputa da temporada de 2022, ele se transferiu para a Carlin. Ele obteve dois triunfos: a pole e a vitória na corrida 2 do Grande Prêmio da Inglaterra, onde Sargeant se tornou o primeiro piloto americano a vencer uma corrida de Fórmula 2, e a da Áustria, conquistada depois que dois pilotos à sua frente foram penalizados após a bandeira quadriculada. Ele terminou o campeonato com 148 pontos, na quarta posição, um ponto atrás de seu companheiro de equipe, Liam Lawson.

### Fórmula 1

#### Williams

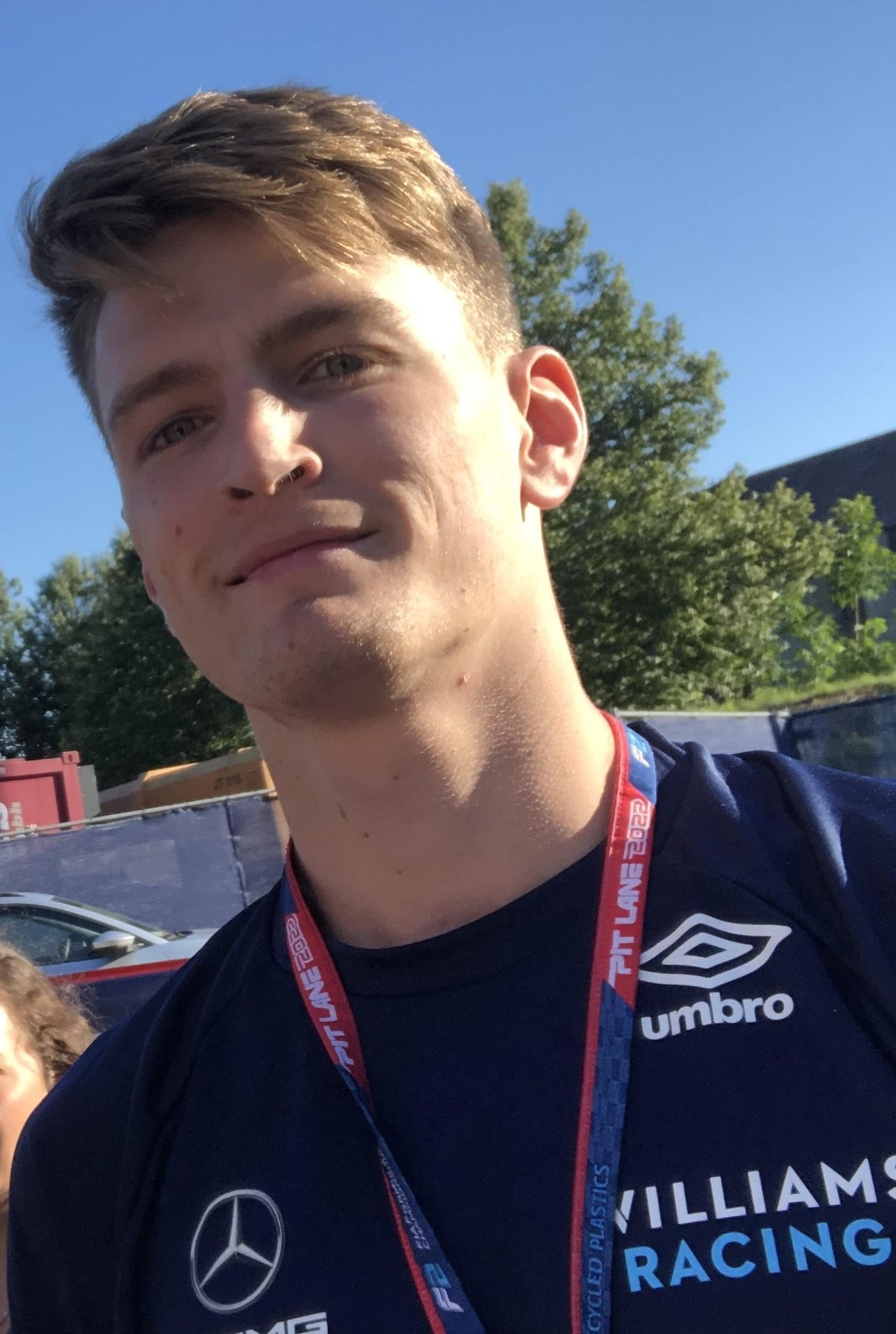
Sargeant em 2022

Em outubro de 2021, durante o fim de semana do Grande Prêmio dos Estados Unidos, Sargeant foi anunciado como membro do programa de jovens pilotos da Williams. Ele fez sua estreia em treinos livres durante o GP dos EUA de 2022, e voltou a marcar presença nos treinos da Cidade do México, de São Paulo e de Abu Dhabi.
Sua entrada na categoria principal do automobilismo dependia dele conseguir a pontuação suficiente para a superlicença, o que foi feito, e em novembro de 2022, ele foi anunciado como novo piloto da Williams para a temporada 2023, substituindo o canadense Nicholas Latifi. Sargeant é o primeiro representante dos Estados Unidos em tempo integral na F1 desde Scott Speed, em 2007. O estadunidense quis escolher o número 3 para estampar seu carro, mas o número foi utilizado por Daniel Ricciardo de 2014 a 2022, e segundo as regras, não poderia ser escolhido até 2025. Sendo assim, ele decide pelo número 2, o mesmo que utilizou na época em que competiu na Fórmula Renault.

##### 2023
Em sua primeira temporada na categoria, foi derrotado pelo seu companheiro de equipe, Alexander Albon, em todas as disputas classificatórias (22 x 0), esteve quase sempre nas últimas colocações, com uma das exceções sendo o GP dos Estados Unidos, no qual marcou seu primeiro ponto graças às desclassificações de Lewis Hamilton e Charles Leclerc, sendo o primeiro estadunidense a conquistar pontos na F1 desde Michael Andretti em 1993, e cometeu diversos erros, que provocaram acidentes e o tornaram "campeão" na lista dos pilotos que mais deram prejuízos às suas equipes. Mesmo assim, a Williams renovou com ele para 2024.

##### 2024
Em 2024, Sargeant protagonizou um episódio inusitado que o levou a ficar de fora de uma corrida, o GP da Austrália. Isso se deu porque no primeiro treino livre, o seu companheiro Alexander Albon bateu e provocou perda total no chassi. Como a equipe não tinha um chassi reserva, e o chefe de equipe James Vowles acreditava que Albon teria mais chances de pontuar do que o estadunidense, Sargeant foi obrigado a ceder seu bólido para que o tailandês pudesse participar da corrida. Ao comentar sobre o assunto, Albon elogiou o profissionalismo do colega, este, por sua vez, declarou que era "um dos momentos mais difíceis" de sua carreira.

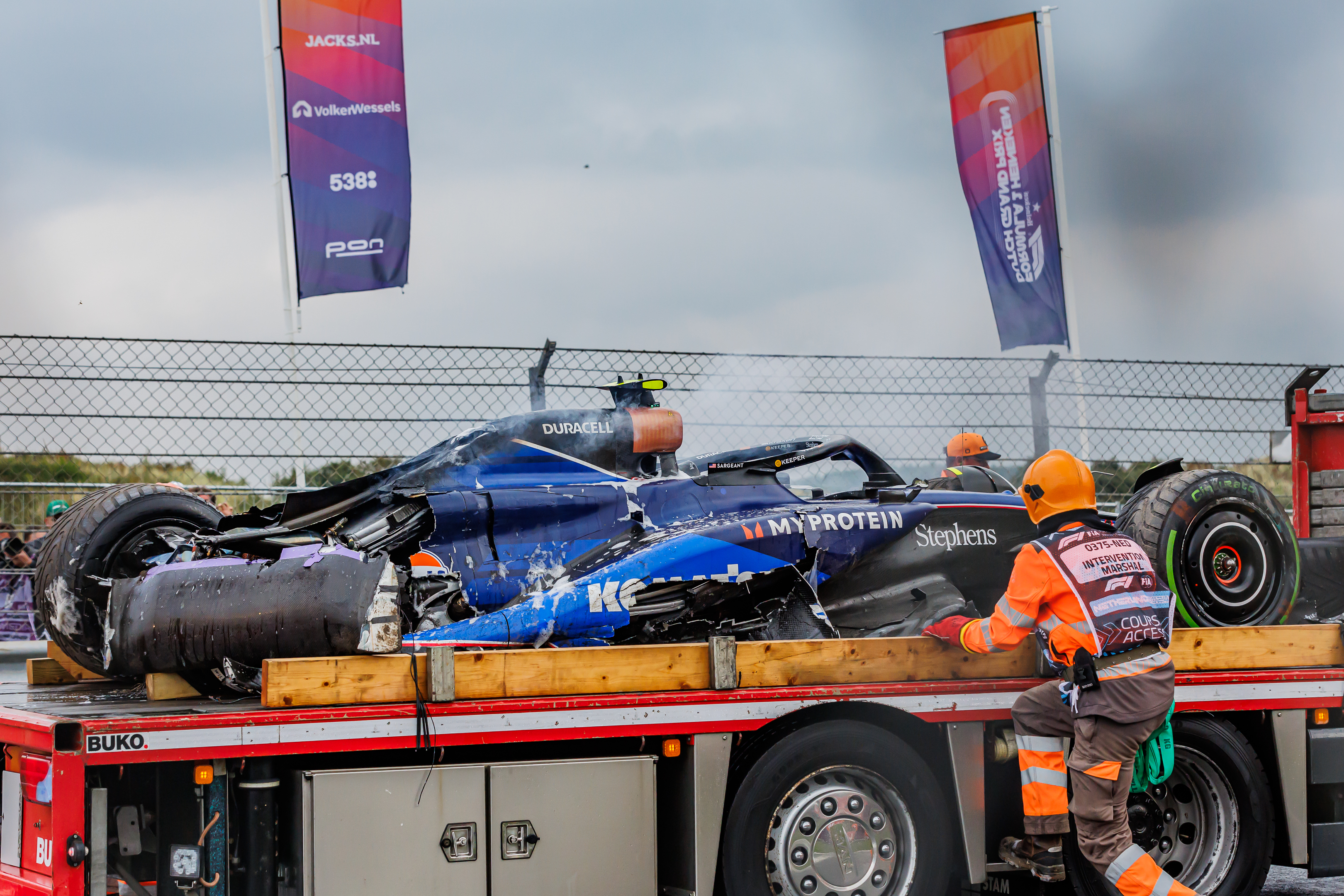
Carro do Sargeant após sua colisão durante o TL1 em Zandvoort

Por conta de sua situação financeira, a equipe divulgou que ainda não poderia contar com um chassi reserva, assim, Sargeant teve que usar o já restaurado carro de Albon para disputar o GP do Japão. Nos primeiros treinos livres, o estadunidense acabou batendo, provocando grandes danos em seu carro, e seu chefe justificou afirmando que ele "não sabia onde estava". Contudo, o chassi não foi tão afetado e ele pôde disputar a corrida.
Sargeant não pontuou em nenhuma das etapas que correu em 2024, estando frequentemente nas últimas posições, chegando a abandonar as provas de Miami e Canadá, e tendo como melhor resultado um 11º lugar na Grã-Bretanha.
Rumores sobre sua saída no meio da temporada já estavam sendo ventilados desde o início, mas após sua forte batida no TL1 do GP dos Países Baixos, que fez a sua Williams pegar fogo, eles se fortaleceram. Assim, em 27 de agosto de 2024, Sargeant foi dispensado da Williams e substituído por Franco Colapinto pelo restante da temporada de 2024.

### Fórmula Indy
Sargeant testou pela Meyer Shank Racing no The Thermal Club, durante a sessão de testes de novatos da IndyCar Series. O estadunidense fez 84 voltas e anotou o terceiro melhor tempo, sendo superado apenas pelo neozelandês Hunter McElrea e pelo brasileiro Felipe Nasr.

### ELMS
Em dezembro de 2024, foi anunciado que Sargeant disputaria a temporada 2025 da European Le Mans Series na classe LMP2 pela equipe IDEC, ao lado de Mathys Jaubert e da britânica Jamie Chadwick, tricampeã da W Series. Mas em fevereiro de 2025, foi anunciado que o estadunidense havia desistido de correr na categoria. Sua vaga foi ocupada por Daniel Juncadella.

### IMSA
Após seis meses de pausa do automobilismo, foi anunciado que Sargeant faria seu retorno pela equipe PR1 Mathiasen Motorsports na IMSA SportsCar Championship, com o estadunidense disputando as duas últimas rodadas em Indianápolis e Road Atlanta a bordo do Oreca 07-Gibson número 52, juntamente com Benjamin Pedersen e Naveen Rao.

## Registros na carreira

### Resultados na Fórmula 1
Legenda: (Corridas em negrito indicam pole position); (Corridas em itálico indicam volta mais rápida)
| Temporada | Equipe          | Chassis       | Motor                                   | 1      | 2      | 3       | 4      | 5      | 6       | 7      | 8       | 9       | 10     | 11      | 12     | 13      | 14     | 15     | 16      | 17      | 18     | 19     | 20     | 21     | 22     | 23 | 24 | Class. | Pontos |
| --------- | --------------- | ------------- | --------------------------------------- | ------ | ------ | ------- | ------ | ------ | ------- | ------ | ------- | ------- | ------ | ------- | ------ | ------- | ------ | ------ | ------- | ------- | ------ | ------ | ------ | ------ | ------ | -- | -- | ------ | ------ |
| 2023      | Williams Racing | Williams FW45 | Mercedes-AMG M14 E Performance 1.6 V6 t | BHR 12 | SAU 16 | AUS 16† | AZE 16 | MIA 20 | MON 18  | ESP 20 | CAN Ret | AUT 13  | GBR 11 | HUN 18† | BEL 17 | NED Ret | ITA 13 | SIN 14 | JPN Ret | QAT Ret | USA 10 | MXC 16 | SAP 11 | LAS 16 | ABU 16 |    |    | 21.º   | 1      |
| 2024      | Williams Racing | Williams FW46 | Mercedes-AMG M15 E Performance 1.6 V6 t | BHR 20 | SAU 15 | AUS NP  | JPN 17 | CHN 17 | MIA Ret | EMI 17 | MON 15  | CAN Ret | ESP 20 | AUT 19  | GBR 11 | HUN 17  | BEL 18 | NED 16 |         |         |        |        |        |        |        |    |    | 22.º   | 0      |

Notas
† – O piloto não terminou a prova, mas foi classificado por ter completado 90% da corrida.